# Старооловське сільське поселення
Старооло́вське сільське поселення (рос. Старооловское сельское поселение) — сільське поселення у складі Чернишевського району Забайкальського краю Росії.
Адміністративний центр та єдиний населений пункт — село Старий Олов.

## Населення
Населення сільського поселення становить 759 осіб (2019; 853 у 2010, 1030 у 2002).